# Кодекс 067
Кодекс 067 (Gregory-Aland), ε 2 (Soden) — унциальный манускрипт VI века на греческом языке, содержащий фрагменты текстов Матфея 14 и Марка 9, 14 на шести пергаментных листах (20 x 15,5 см). Текст на листе расположен в две колонки, 22 строк в колонке. Палимпсест. Верхний текст палимпсеста содержит грузинский текст.

## Особенности рукописи
Рукопись содержит тексты:
Матфей 14,13-16.19-23; 24,37-25,1.32-45; 26,31-45; Марк 9,14-22; 14,58-70.
Греческий текст рукописи отражает смешанный тип текста, но доминирует византийский элемент. Рукопись отнесена к III категории Аланда.
Рукопись хранится в Российской национальной библиотеке (Gr. 6 III) в Санкт-Петербурге.